# Stein (Selfkant)

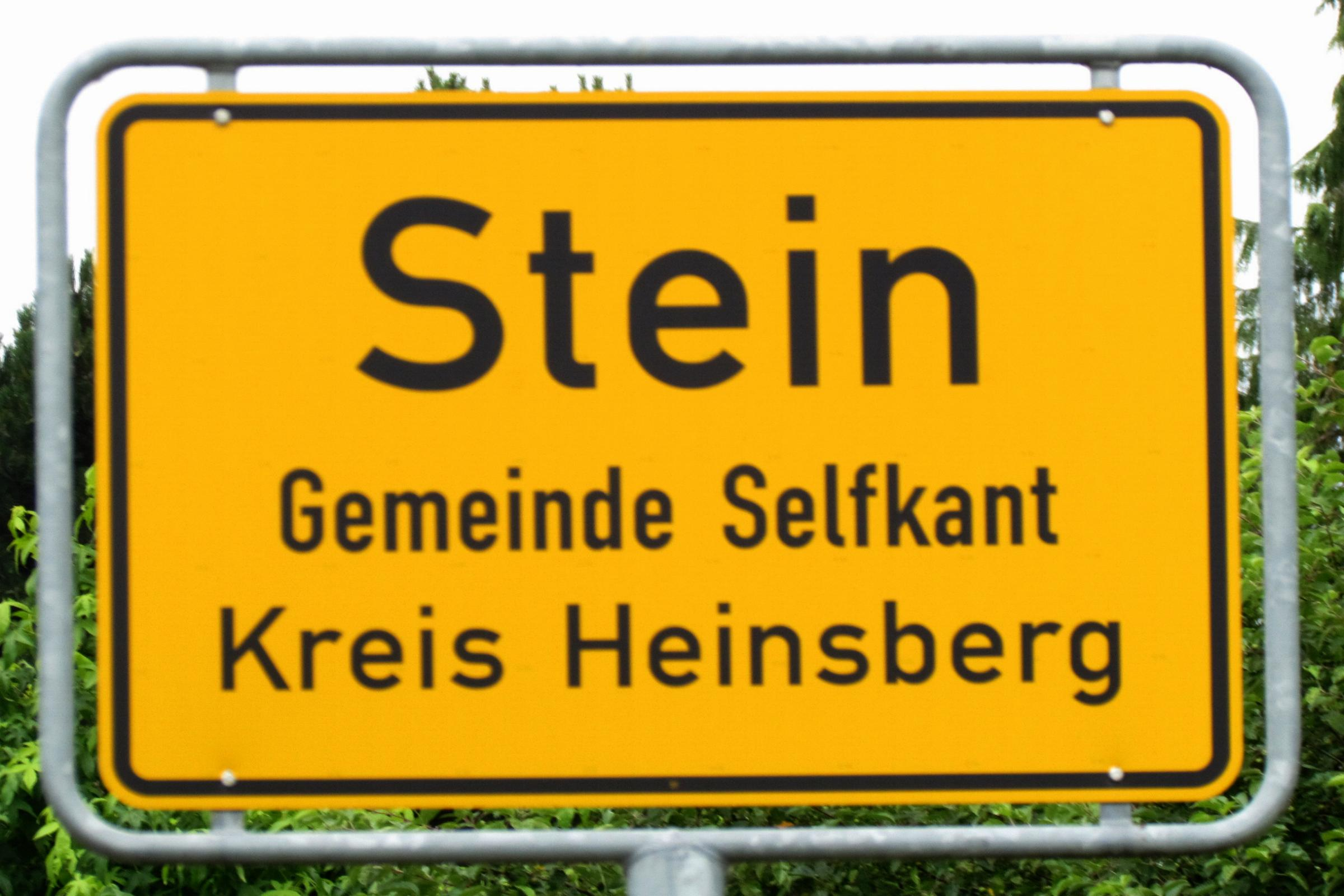
Ortsschild

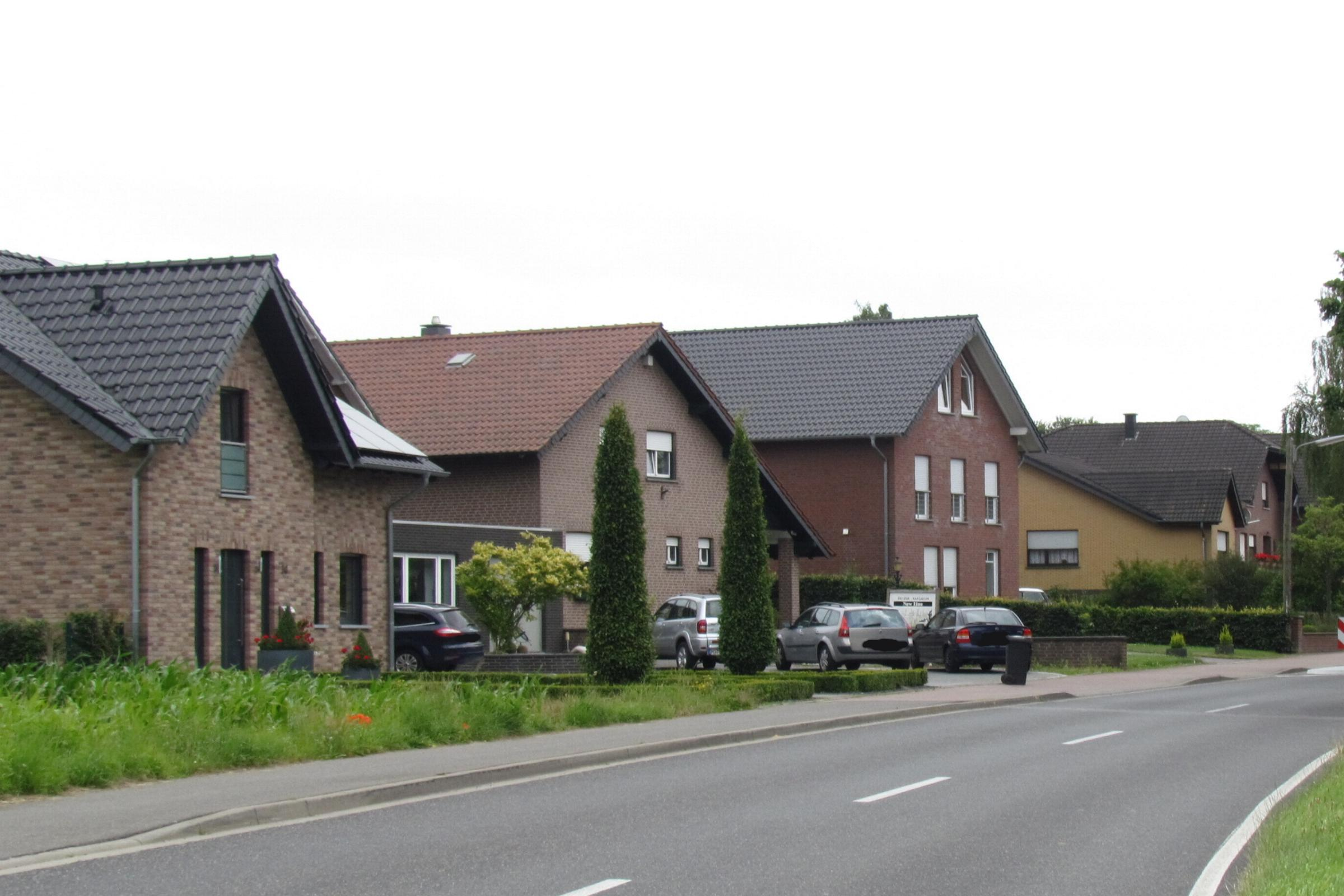
Bebauung in Stein

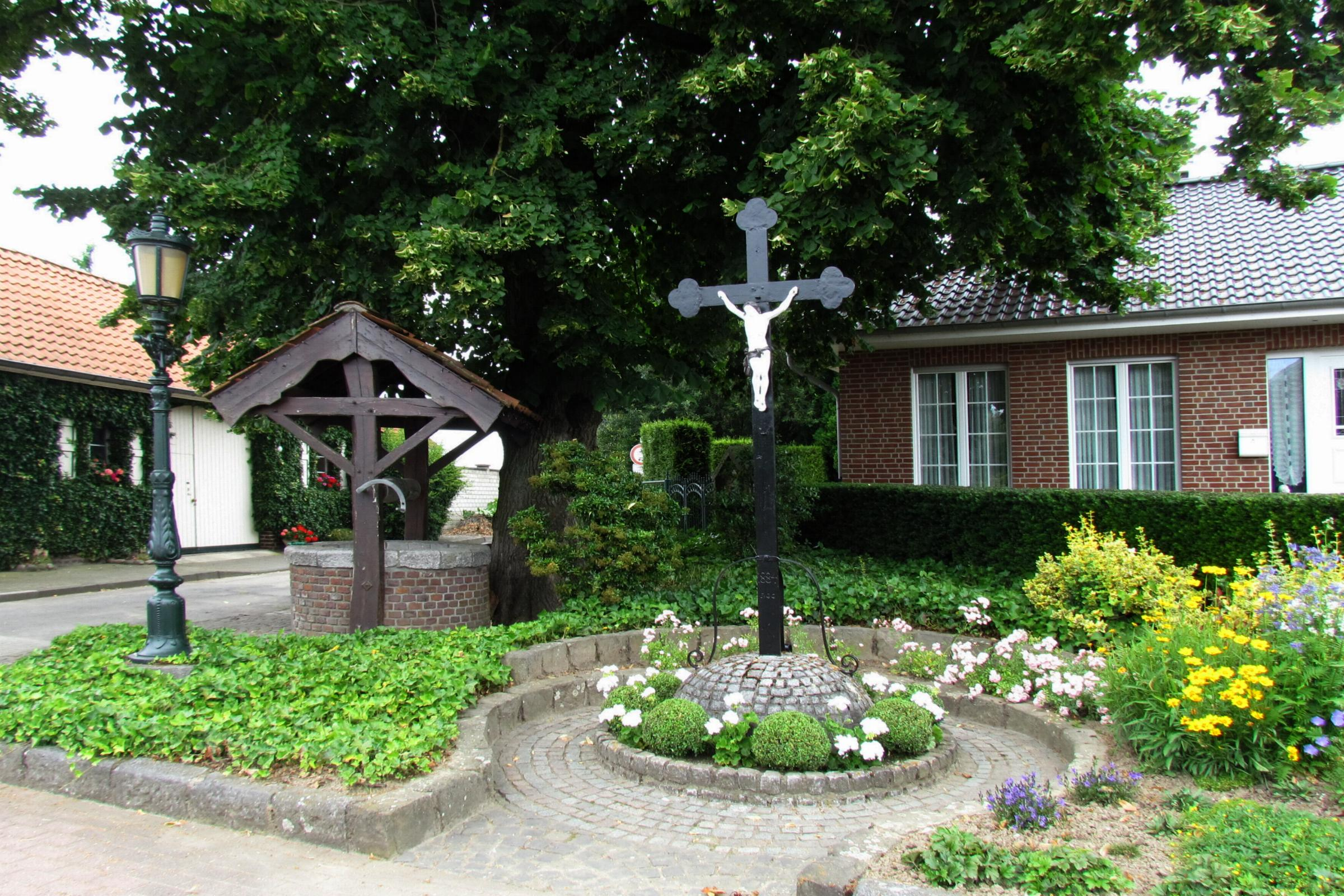
Wegekreuz und Brunnen

Stein ist eine Ortschaft der Gemeinde Selfkant im Kreis Heinsberg in Nordrhein-Westfalen.

## Geographie

### Lage
Stein liegt im nordwestlichen Gebiet der Gemeinde Selfkant im deutsch-niederländischen Grenzgebiet an der Kreisstraße 2.

### Gewässer
Bei Starkregen und bei Schneeschmelze fließt das Oberflächenwasser aus den Bereich Stein über den Saeffeler Bach in den Rodebach (GEWKZ 281822) und dann weiter in die Maas. Der Rodebach hat eine Länge von 28,918 km bei einem Gesamteinzugsgebiet von 173,385 km².

### Nachbarorte
| Schalbruch   | Aan Reijans (NL)                            | Koningsbosch (NL) |
| Millen-Bruch | Kompassrose, die auf Nachbargemeinden zeigt | Heilder           |
| Millen       | Höngen                                      | Großwehrhagen     |

### Siedlungsform
Stein ist ein locker bebauter Weiler am Saeffellbachtal.

## Geschichte

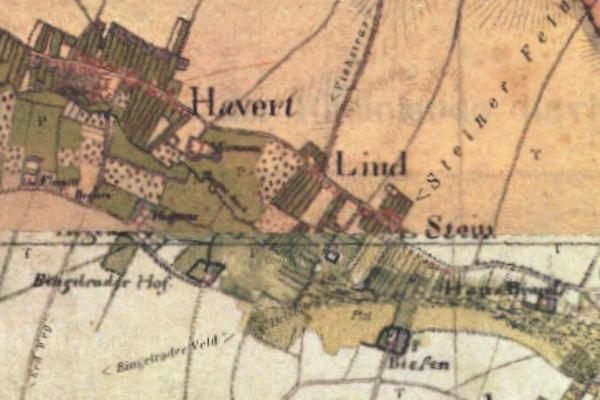
Stein auf der Tranchotkarte 1803–1820

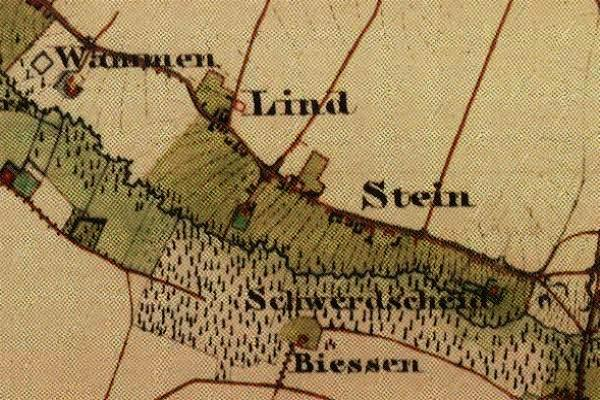
Stein auf der Urkatasterkarte von 1846

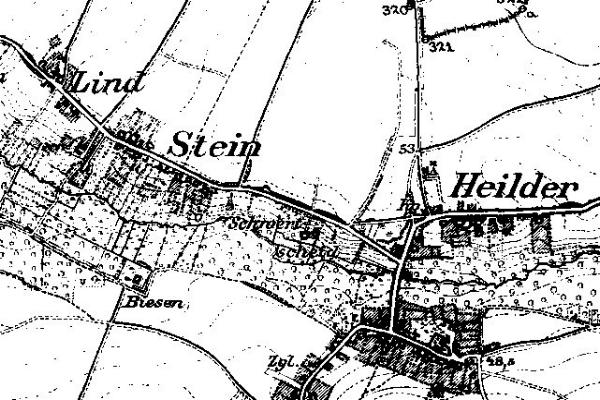
Stein auf der Neuaufnahme von 1912

### Ortsname
- 1370 zome Steyne
- 14. Jahrhundert (de) Steyne
- 1452 Steyne
- 1803 Stein

### Ortsgeschichte
Stein gehörte früher zum Jülicher Amt Millen. 1370 machte der Ritter von Stein sein gleichnamiges Burghaus, später auch Haus Burg genannt, zum Offenhaus des Herzog von Jülich. Johann scheint Lehnsmann der Herren von Heinsberg gewesen zu sein.
Stein hatte 1828 insgesamt 144 Einwohner und bildete mit Havert, Isenbruch und Schalbruch die Gemeinde Havert, die zum Amt Selfkant gehörte.
Vom 23. April 1949 bis zum 31. Juli 1963 stand der Selfkant und damit auch die Gemeinde Havert unter niederländischer Auftragsverwaltung. Am 1. August 1963 erfolgte nach Zahlung von 280 Millionen D-Mark die Rückführung.
Mit dem Gesetz zur Neugliederung von Gemeinden des Selfkantkreises Geilenkirchen-Heinsberg vom 24. Juni 1969 trat am 1. Juli 1969 folgende Gebietsänderung in Kraft.
§ 1 (1) Die Gemeinden Havert, Hillensberg, Höngen, Millen, Süsterseel, Tüddern, Wehr (Amt Selfkant) und die Gemeinde Saeffelen (Amt Waldfeucht) werden zu einer neuen amtsfreien Gemeinde zusammengeschlossen. Die Gemeinde erhält den Namen Selfkant.
§ 1 (2) Das Amt Selfkant wird aufgelöst. Rechtsnachfolgerin ist die Gemeinde Selfkant.

### Kirchengeschichte

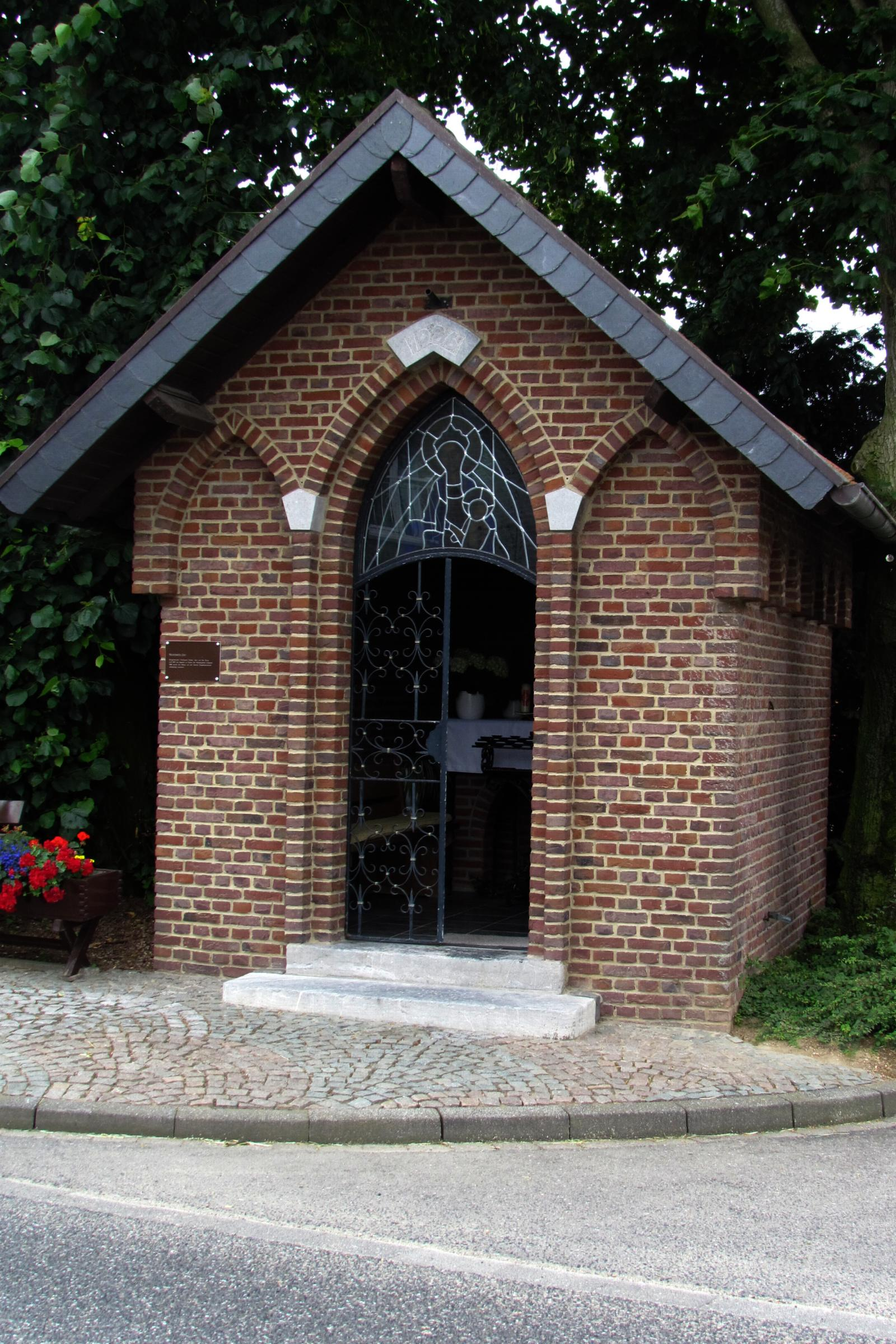
Marienkapelle

Stein besitzt die Marienkapelle, die 1857 errichtet und 1986 renoviert wurde. Die Pfarre St. Gertrud Havert war mit Isenbruch, Lind, Schalbruch und Stein eine eigenständige Kirchengemeinde. Die Bevölkerung besteht zum größten Teil aus Katholiken.
Die urkundliche Ersterwähnung der Kirche St. Gertrud in Havert ist aus dem Jahre 1118 bekannt, als Gerhard von Wassenberg, der über das Patronatsrecht verfügte, dieses an das Georgsstift übertrug.
Im Zuge der Pfarrgemeindereformen im Bistum Aachen wurde die ehemals eigenständige katholische Pfarrgemeinde St. Gertrud Havert in die Gemeinschaft der Gemeinden (GdG) St. Servatius Selfkant eingegliedert.

## Politik
Gemäß § 3 (1) der Hauptsatzung der Gemeinde Selfkant ist das Gemeindegebiet in Ortschaften eingeteilt. Stein bildet mit Havert eine Ortschaft und wird nach § 3 (2) von einem Ortsvorsteher in der Gemeindevertretung vertreten. Ortsvorsteher der Ortschaften Havert/Stein ist Wilfried Houben. (Stand 2020)

## Infrastruktur
- Es existieren mehrere landwirtschaftliche Betriebe mit Tierhaltung, eine Handelsvertretung, ein Friseur, ein Geschäft für Sanitär- und Elektroinstallation und eine Gebäudereinigung und Betriebe für Kleingewerbe.
- Ein Bürgerhaus steht für die Schützen, Trommlerkorps und Feuerwehr.
- Der Kindergarten wurde von den Ortsvereinen errichtet.
- Der Ort hat Anschluss an das Radverkehrsnetz NRW.

## Sehenswürdigkeiten

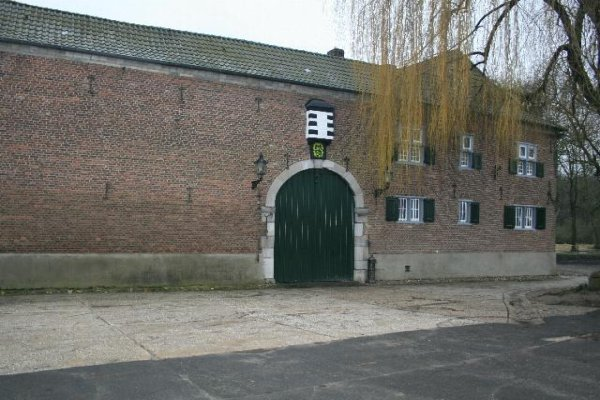
Gut Schwertscheid

- Katholische Pfarrkirche St. Gertrud, als Denkmal Nr. 6
- Buntverglasung in der Pfarrkirche St. Gertrud
- Hofanlage Gut Schwertscheid, als Denkmal Nr. 2

## Vereine
- Freiwillige Feuerwehr Selfkant, Löscheinheit Havert-Schalbruch
- St. Johannes von Nepomuk Schützenbruderschaft Havert
- Sportverein SV 1967 Havert-Stein e. V.
- Sozialverband VdK Deutschland – Ortsverband Selfkant betreut Stein

## Regelmäßige Veranstaltungen
- Vogelschuss der Bruderschaft
- Patronatsfest und Kirmes in Havert

## Verkehr

### Autobahnanbindung
| BAB | Streckenabschnitt        | Anschlussstelle | Entfernung |
| --- | ------------------------ | --------------- | ---------- |
| A46 | Heinsberg – Düsseldorf   | AS Heinsberg    | 15 km      |
| A44 | Aachen – Mönchengladbach | AS Aldenhoven   | 30 km      |
| A4  | Aachen – Köln            | AS Weisweiler   | 40 km      |

### Bahnanbindung
Ab Bahnhof Geilenkirchen (ca. 15 km Entfernung)
| Linie | Linienbezeichnung | Linienverlauf                              |
| ----- | ----------------- | ------------------------------------------ |
| RE 4  | Wupper-Express    | Aachen–Mönchengladbach–Düsseldorf–Dortmund |
| RB 33 | Rhein-Niers-Bahn  | Aachen–Mönchengladbach–Duisburg–Essen      |

### Busanbindung
Die AVV-Linien 436, 438 und 475 der WestVerkehr verbinden Stein wochentags mit Havert, Höngen, Tüddern und Heinsberg.
Zudem verkehrt der Multi-Bus seit dem 9. Juni 2024 kreisweit erweitert und zu einheitlichen Bedienzeiten. Mehr Informationen gibt es bei WestVerkehr.
| Linie | Verlauf |
| ----- | --- |
| 436   | Heinsberg Busbf – Selsten – (Hontem – (Waldfeucht –) Bocket –) Abzw. Nachbarheid – Breberen – Saeffelen – Heilder – Höngen (→ Stein → Havert → Schalbruch → Isenbruch → Millen → Tüddern)                                                                                                   |
| 438   | Saeffelen – Kleinwehrhagen – Großwehrhagen – Höngen – Stein – Havert – Millen-Bruch – Isenbruch – Schalbruch |
| 475   | (Oberbruch – Unterbruch) / Heinsberg Agentur für Arbeit – Heinsberg Busbf – Lieck –Kirchhoven – Vinn – Haaren – Obspringen – Brüggelchen – Waldfeucht – Bocket – Abzw. Nachbarheid – Breberen – Saeffelen – Heilder – Höngen – (Stein – Havert – Schalbruch – Isenbruch – Millen –) Tüddern |

## Straßennamen
Auf dem Stein, Lind, Burgstraße, Gut Burg, Gut Schwertscheidt